# Darryn Purcell
Darryn Purcell (ur. 5 października 1985 w Brisbane) – australijski wioślarz.

## Osiągnięcia
- Mistrzostwa Świata U-23 – Hazewinkel 2006 – czwórka podwójna wagi lekkiej – 3. miejsce[1].
- Mistrzostwa Świata U-23 – Glasgow 2007 – czwórka podwójna wagi lekkiej – 4. miejsce[1].
- Mistrzostwa Świata – Linz 2008 – ósemka wagi lekkiej – 8. miejsce[1].
- Mistrzostwa Świata – Poznań 2009 – czwórka bez sternika wagi lekkiej – 14. miejsce[1].